# Kaarlo Mäkinen
Kaarlo Mäkinen (Mariehamn, Finlandia, 14 de mayo de 1892-Turku, 11 de mayo de 1980) fue un deportista finlandés especialista en lucha libre olímpica donde llegó a ser campeón olímpico en Ámsterdam 1928.

## Carrera deportiva
En los Juegos Olímpicos de 1924 celebrados en París ganó la medalla de plata en lucha libre olímpica estilo peso gallo, siendo superado por su paisano finlandés Kustaa Pihlajamäki (oro) y por delante del estadounidense Bryan Hines (bronce). Cuatro años después, en las Olimpiadas de Ámsterdam 1928 ganó la medalla de oro en la misma categoría.